# José Varela Ortega
José Varela Ortega (Madrid, 1944) és un historiador espanyol.

## Biografia
Nascut a Madrid en 1944, és fill de Soledad Ortega Spottorno i de l'arquitecte institucionista José Varela Feijoo; és net del filòsof José Ortega y Gasset.
És catedràtic d'Història Contemporània de la Universitat Rey Juan Carlos i director de l'Institut Universitari Ortega y Gasset.
És president de la Fundació José Ortega y Gasset, on ha presidit també diversos consells consultius i dirigit publicacions a l'àrea de la seva especialitat. Va succeir a la seva mare en el càrrec de president de la fundació i en el de director de la Revista de Occidente, fundada pel seu avi. Des de 2002 al 2005 va ocupar el càrrec de director del Col·legi d'Espanya a París.

## Obres
Autor
- José Varela Ortega. Los amigos políticos. Partidos, elecciones y caciquismo en la Restauración (1875-1900).  Madrid: Alianza, 1977. (reeditat en 2001 per Marcial Pons Historia i el Centro de Estudios Políticos y Constitucionales)[3]
- José Varela Ortega. Contra la violencia. A propósito del nacional-socialismo alemán y del vasco.  Alegia: Hiria, 2001.[4]
- José Varela Ortega. Una paradoja histórica: Hitler, Stalin, Roosevelt y algunas consecuencias para España de la Segunda Guerra Mundial.  Biblioteca Nueva, 2004.[5]
- José Varela Ortega. Los señores del poder y la democracia en España. (pròleg de Shlomo Ben-Ami).  Madrid: Galaxia Gutenberg, 2013.[6]

Coautor
- José Varela Ortega. Elecciones, alternancia y democracia. España-México, una reflexión comparativa.  Madrid: Biblioteca Nueva, 2000.[7]

Director
- El poder de la influencia: geografía del caciquismo en España (1875-1923).  Madrid: Marcial Pons Historia i Centro de Estudios Políticos y Constitucionales, 2001.[8]